# Klaffmuscheln
Die Klaffmuscheln (Myidae) sind eine Muschelfamilie aus der Ordnung der Myida. Die Familie ist seit dem Paläozän bekannt.

## Merkmale
Das meist große Gehäuse ist gleichklappig, auch leicht ungleichklappig, und meist länglich oder quer-elliptisch, auch annähernd querrechteckig. Das Gehäuse klafft am Hinterende, d. h., es ist auch bei ansonsten geschlossenem Gehäuse ein breiter Spalt vorhanden. Es ist mehr oder weniger deutlich ungleichseitig, die Wirbel sitzen vor der Mittellinie (bezogen auf die Gehäuselänge). Lunula und Area sind nicht ausgebildet.
Das Schloss ist zahnlos oder mit je einem Kardinalzahn in beiden Klappen. Das Ligament liegt meist intern, in einem großen und gut ausgebildeten Resilifer. In der linken Klappe ist ein Chondrophor vorhanden. Es sind lange, große Siphonen vorhanden. Dadurch ist die Mantellinie tief eingebuchtet. Juvenile Tiere haben noch eine funktionelle Byssusdrüse.
Die Schale ist meist dick, kann aber auch sehr dünn sein. Die Ornamentierung besteht meist aus randparallelen Wülsten und Anwachsstreifen. Radiale Elemente sind eher selten. Die Gehäuseränder sind innen glatt.

## Geographische Verbreitung und Lebensraum
Die Familie der Klaffmuscheln ist weltweit verbreitet. Der Schwerpunkt der Diversität liegt in den arktischen und gemäßigten Zonen der Nordhalbkugel.
Es handelt sich meist grabende Formen, die tief im Sediment eingegraben in küstennahen Meeresgebieten vom Gezeitenbereich bis in etwa 75 Meter Wassertiefe leben.

## Taxonomie
Das Taxon wurde von Jean-Baptiste de Lamarck als Les myaires eingeführt. Da der Name bei der späteren Latinisierung Lamarck zugeschrieben wurde, gilt Lamarck auch in der neueren wissenschaftlichen Literatur als der Autor des Taxons. MolluscaBase weist der Familie folgende Gattungen zu:
- Klaffmuscheln (Myidae Lamarck, 1809)
  - Cryptomya Conrad, 1849
  - Mya Linnaeus, 1758
  - Paramya Conrad, 1861
  - Platyodon Conrad, 1837
  - Sphenia Turton, 1822
  - Tugonella Jousseaume, 1891
  - Tugonia Gray, 1842

Die Gattungen wurden von einigen Autoren stark gesplittet und in Untergattungen aufgeteilt. Der starken Zersplitterung der Gattung durch manche Autoren folgt MolluscaBase nicht.

## Belege